# Petrell gon-gon

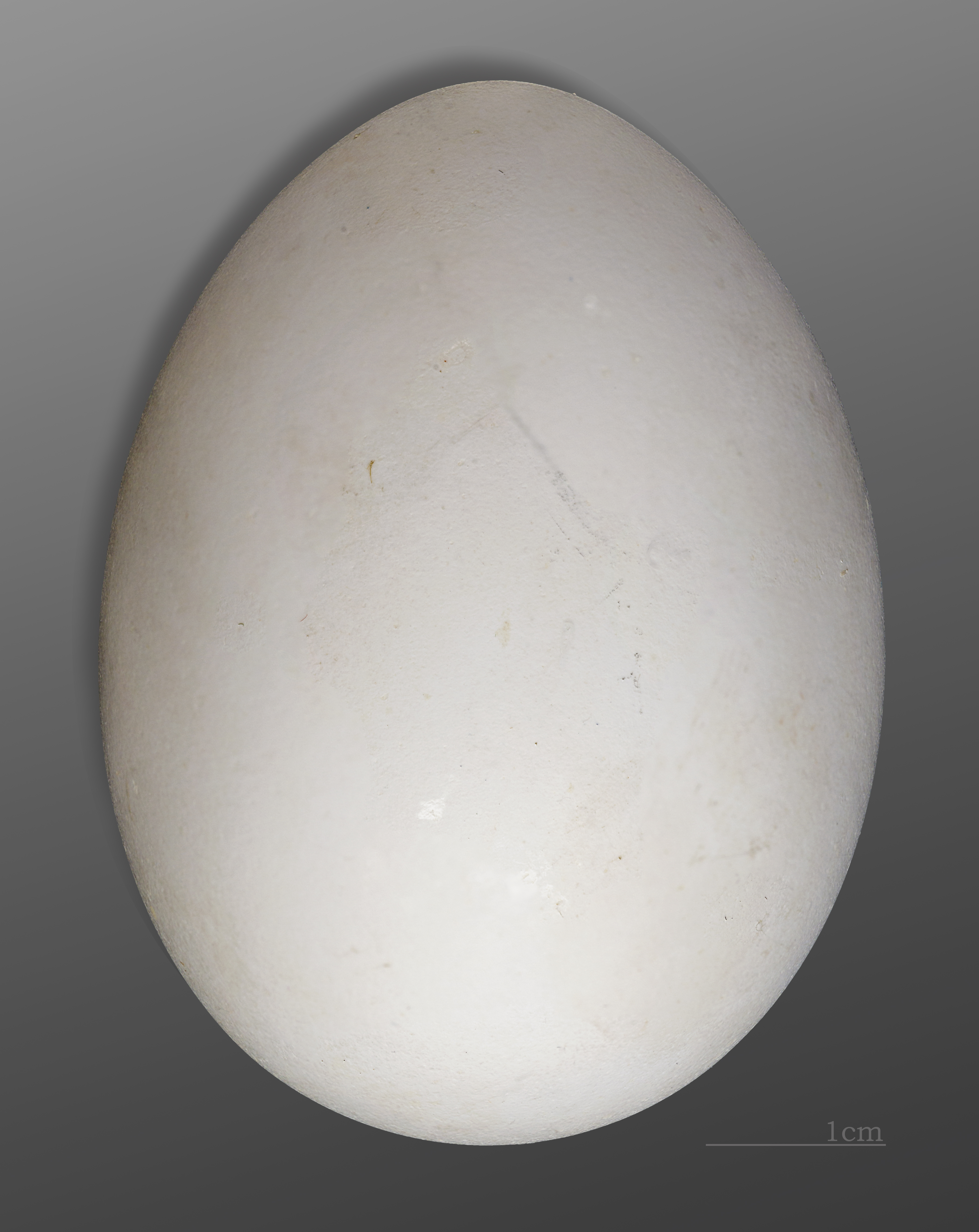
L'ou.

El petrell gon-gon (Pterodroma feae) és un ocell marí de la família dels procel·làrids (Procellariidae), d'hàbits pelàgics que habita l'àrea tropical i subtropical de l'est de l'Atlàntic Nord, criant a les Illes de Cap Verd. S'ha considerat coespecífic de Pterodroma madeira i Pterodroma deserta, espècies que crien a l'arxipèlag de Madeira.